# کنگاژواتس
کنگاژواتس (به صربی: Knjaževac) یک منطقهٔ مسکونی در صربستان است که در Knjaževac Municipality واقع شده‌است. کنگاژواتس ۲۲۱ متر بالاتر از سطح دریا واقع شده‌است.

## خواهرخوانده
شهرهای نووی بچی و بلوگرادچیک خواهرخوانده‌های کنگاژواتس هستند.